# Associazione Sportiva Bari 1970-1971
Questa voce raccoglie le informazioni riguardanti l'Associazione Sportiva Bari nelle competizioni ufficiali della stagione 1970-1971.

## Stagione
Il Bari si ritrova nuovamente in Serie B, per la 15ª stagione della sua storia, dopo un solo anno in A. La guida tecnica della squadra è nuovamente affidata a Lauro Toneatto (accordatosi con il club già da giugno), tornato dopo le dimissioni dell'anno precedente.
La rosa viene ritoccata poco. Fra i vari movimenti l'ala Giulio Sega è acquistato per fare da supporto tattico a Fara, che aumenta progressivamente di peso a causa dei suoi problemi fisici — perdendo in velocità —, mentre è ingaggiato anche l'ala e attaccante Corrado Marmo. Sia Marmo che Sega sono giocatori di serie cadetta. Dal Torino di Serie A è invece rilevato, in prestito, Umberto Depetrini, terzino e mediano di riserva ma che in granata ha giocato diverse gare.
Il club si propone fra i candidati alla risalita in massima serie, del resto Toneatto ha già allenato nel biennio 1968-70 e con buoni risultati, gran parte dei giocatori ora a sua disposizione. La campagna abbonamenti allo stadio della Vittoria registra la vendita di quasi 7.400 tessere, un record per il Bari in serie B, che sarà superato solo nel 2014-15.
Cané e Furlanis, inizialmente tenuti fuori dai progetti di Toneatto, fra il novembre e il dicembre del 1970 sono meglio integrati tatticamente e vengono fatti giocare di più. Nell'ultima giornata del girone d'andata a Livorno (incontro vinto 0-1), si è infortunato gravemente il centrale difensivo Pasquale Loseto, colpito da un calcio di Bruschini. I pugliesi concludono il girone d'andata al secondo posto in classifica con 26 punti, ex aequo con l'Atalanta e 2 lunghezze al di sotto del capolista Mantova.

La rete del catanzarese Mammì che precluse al Bari la promozione, negli spareggi di fine campionato.

Il girone di ritorno registra per i biancorossi 21 punti con 6 sconfitte, a fronte delle 4 dell'andata seppure rimasti imbattuti in casa. Il Bari chiude la sessione regolare secondo con 47 punti, a una lunghezza dai virgiliani primi classificati (che ottengono quindi la promozione in serie A) e condividendo la posizione ancora con l'Atalanta, e con il Catanzaro. Da regolamento allora vigente è necessario un triangolare di spareggi in campo neutro per stabilire le altre due formazioni che salgono di categoria.
Agli spareggi, il Bari inizia male perdendo con i bergamaschi al termine di un match caratterizzato da numerosi incidenti, causati dai supporter pugliesi e che portano alla sospensione dell'incontro al 69º minuto; il parziale di 2-0 per l'Atalanta è in seguito omologato. Per questa stessa partita, i tifosi baresi che avevano raggiunto lo stadio Comunale di Bologna furono circa 15.000, cioè il secondo fra i maggiori esodi in trasferta della tifoseria biancorossa. Nel match successivo contro il Catanzaro i galletti perdono ogni possibilità di risalire in massima divisione, nonostante una partita dominata per buona parte dell'incontro, capitolando per 1-0 a causa di un gol di Angelo Mammì all'81º minuto, che consegna la promozione ai calabresi.

## Divise
Le divise per la stagione '70-'71 sono state le seguenti:
| Casa | Trasferta |

## Rosa
| N. |                   | Ruolo | Calciatore                |
| -- | ----------------- | ----- | ------------------------- |
| -  | Italia (bandiera) | P     | Gianni Colombo            |
| -  | Italia (bandiera) | P     | Giuseppe Spalazzi         |
| -  | Italia (bandiera) | D     | Marcello Diomedi          |
| -  | Italia (bandiera) | D     | Aurelio Galli             |
| -  | Italia (bandiera) | D     | Pasquale Loseto           |
| -  | Italia (bandiera) | D     | Manlio Muccini (capitano) |
| -  | Italia (bandiera) | D     | Vittorio Spimi            |
| -  | Italia (bandiera) | C     | Umberto Depetrini         |
| -  | Italia (bandiera) | C     | Mario Fara                |

| N. |                    | Ruolo | Calciatore             |
| -- | ------------------ | ----- | ---------------------- |
| -  | Italia (bandiera)  | C     | Carlo Furlanis         |
| -  | Italia (bandiera)  | C     | Ilario Monterisi       |
| -  | Italia (bandiera)  | C     | Andreej Zuczkowski     |
| -  | Italia (bandiera)  | A     | Aldo Busilacchi        |
| -  | Italia (bandiera)  | A     | Corrado Marmo          |
| -  | Italia (bandiera)  | A     | Giovan Battista Pienti |
| -  | Italia (bandiera)  | A     | Giulio Sega            |
| -  | Brasile (bandiera) | A     | Cané                   |
| -  | Italia (bandiera)  | A     | Alberto Tonoli         |

## Calciomercato

### Sessione estiva[1][3]
| Arrivi | Arrivi            | Arrivi      | Arrivi     |
| R.     | Nome              | da          | Modalità   |
| ------ | ----------------- | ----------- | ---------- |
| C      | Umberto Depetrini | Torino      | prestito   |
| C      | Ilario Monterisi  | Andria      | definitivo |
| A      | Aldo Busilacchi   | Matera      | ?          |
| A      | Angelo Carella    | Internapoli | ?          |
| A      | Corrado Marmo     | Cesena      | definitivo |
| A      | Giulio Sega       | Pisa        | definitivo |

| Partenze | Partenze          | Partenze  | Partenze   |
| R.       | Nome              | da        | Modalità   |
| -------- | ----------------- | --------- | ---------- |
| D        | Mario Colautti    | Taranto   | prestito   |
| A        | Antonio D'Addosio | Matera    | prestito   |
| A        | Antonio Toffanin  | Matera    | ?          |
| A        | Angelo Carella    | Matera    | ?          |
| A        | Dino Spadetto     | Sampdoria | definitivo |

## Risultati

### Campionato

#### Girone di andata
| 20 settembre 1970 1ª giornata | Bari | 3 – 0 | Reggina |  |

| 27 settembre 1970 2ª giornata | Perugia | 1 – 2 | Bari |  |

| 4 ottobre 1970 3ª giornata | Bari | 0 – 0 | Atalanta |  |

| 11 ottobre 1970 4ª giornata | Arezzo | 0 – 0 | Bari |  |

| 18 ottobre 1970 5ª giornata | Bari | 2 – 0 | Cesena |  |

| 25 ottobre 1970 6ª giornata | Novara | 1 – 0 | Bari |  |

| 1º novembre 1970 7ª giornata | Bari | 3 – 0 | Como |  |

| 8 novembre 1970 8ª giornata | Pisa | 1 – 2 | Bari |  |

| 15 novembre 1970 9ª giornata | Bari | 2 – 1 | Taranto |  |

| 22 novembre 1970 10ª giornata | Palermo | 4 – 0 | Bari |  |

| 29 novembre 1970 11ª giornata | Massese | 0 – 2 | Bari |  |

| 6 dicembre 1970 12ª giornata | Bari | 1 – 0 | Monza |  |

| 13 dicembre 1970 13ª giornata | Ternana | 1 – 0 | Bari |  |

| 20 dicembre 1970 14ª giornata | Bari | 2 – 0 | Catanzaro |  |

| 27 dicembre 1970 15ª giornata | Casertana | 1 – 1 | Bari |  |

| 3 gennaio 1971 16ª giornata | Bari | 0 – 0 | Mantova |  |

| 10 gennaio 1971 17ª giornata | Modena | 1 – 0 | Bari |  |

| 17 gennaio 1971 18ª giornata | Bari | 2 – 1 | Brescia |  |

| 24 gennaio 1971 19ª giornata | Livorno | 0 – 1 | Bari |  |

#### Girone di ritorno
| 7 febbraio 1971 20ª giornata | Reggina | 1 – 0 | Bari |  |

| 14 febbraio 1971 21ª giornata | Bari | 1 – 0 | Perugia |  |

| 21 febbraio 1971 22ª giornata | Atalanta | 2 – 2 | Bari |  |

| 28 febbraio 1971 23ª giornata | Bari | 1 – 1 | Arezzo |  |

| 7 marzo 1971 24ª giornata | Cesena | 2 – 1 | Bari |  |

| 14 marzo 1971 25ª giornata | Bari | 0 – 0 | Novara |  |

| 21 marzo 1971 26ª giornata | Como | 1 – 0 | Bari |  |

| 28 marzo 1971 27ª giornata | Bari | 1 – 0 | Pisa |  |

| 4 aprile 1971 28ª giornata | Taranto | 1 – 0 | Bari |  |

| 11 aprile 1971 29ª giornata | Bari | 2 – 0 | Palermo |  |

| 18 aprile 1971 30ª giornata | Bari | 2 – 0 | Massese |  |

| 25 aprile 1971 31ª giornata | Monza | 0 – 0 | Bari |  |

| 2 maggio 1971 32ª giornata | Bari | 2 – 0 | Ternana |  |

| 9 maggio 1971 33ª giornata | Catanzaro | 1 – 0 | Bari |  |

| 16 maggio 1971 34ª giornata | Bari | 3 – 1 | Casertana |  |

| 23 maggio 1971 35ª giornata | Mantova | 1 – 1 | Bari |  |

| 30 maggio 1971 36ª giornata | Bari | 1 – 0 | Modena |  |

| 6 giugno 1971 37ª giornata | Brescia | 1 – 0 | Bari |  |

| 13 giugno 1971 38ª giornata | Bari | 3 – 0 | Livorno |  |

### Spareggi
| Arbitro: | Monti (Ancona) |

|                    |           |  |
| Doldi 40’ Moro 69’ | Marcatori |  |

| Arbitro: | Barbaresco (Cormons) |

|           |           |  |
| Mammì 81’ | Marcatori |  |

## Statistiche

### Statistiche di squadra
| Competizione | Punti | In casa | In casa | In casa | In casa | In casa | In casa | In trasferta | In trasferta | In trasferta | In trasferta | In trasferta | In trasferta | Totale | Totale | Totale | Totale | Totale | Totale | D.R. |
| Competizione | Punti | G       | V       | N       | P       | Gf      | Gs      | G            | V            | N            | P            | Gf           | Gs           | G      | V      | N      | P      | Gf     | Gs     | D.R. |
| ------------ | ----- | ------- | ------- | ------- | ------- | ------- | ------- | ------------ | ------------ | ------------ | ------------ | ------------ | ------------ | ------ | ------ | ------ | ------ | ------ | ------ | ---- |
| Campionato   | 47    | 19      | 15      | 4       | 0       | 31      | 4       | 19           | 4            | 5            | 10           | 16           | 22           | 38     | 19     | 9      | 26     | 47     | 26     | +21  |
| Coppa Italia | 4     | 2       | 1       | 0       | 1       | 1       | 2       | 1            | 1            | 0            | 0            | 2            | 1            | 3      | 2      | 0      | 1      | 3      | 3      | 0    |
| Totale       | 51    | 21      | 16      | 4       | 1       | 32      | 6       | 20           | 5            | 5            | 10           | 18           | 23           | 41     | 21     | 9      | 27     | 50     | 29     | +21  |

### Statistiche dei giocatori
| Giocatore   | Campionato + spareggi | Campionato + spareggi | Campionato + spareggi | Campionato + spareggi |
| Giocatore   | Presenze              | Reti                  | Ammonizioni           | Espulsioni            |
| ----------- | --------------------- | --------------------- | --------------------- | --------------------- |
| Busilacchi  | 24                    | 7                     | -                     | -                     |
| Cané        | 21                    | 2                     | -                     | -                     |
| Colombo     | 4                     | -                     | -                     | -                     |
| De Petrini  | 38                    | -                     | 1                     | -                     |
| Diomedi     | 34                    | 2                     | -                     | -                     |
| Galli       | 28                    | -                     | -                     | -                     |
| Fara        | 39                    | 9                     | -                     | -                     |
| Loseto      | 14                    | -                     | 1                     | -                     |
| Furlanis    | 16                    | -                     | -                     | -                     |
| Marmo       | 35                    | 9                     | -                     | -                     |
| Monterisi   | 3                     | -                     | -                     | -                     |
| Muccini     | 40                    | 1                     | -                     | -                     |
| Pienti      | 38                    | 6                     | -                     | -                     |
| Sega        | 35                    | 2                     | -                     | -                     |
| Spalazzi    | 36                    | -                     | -                     | -                     |
| Spimi       | 37                    | -                     | 1                     | -                     |
| Tonoli      | 26                    | 3                     | 1                     | 1                     |
| Zuckzowskij | 2                     | -                     | -                     | -                     |